# Palais Coburg

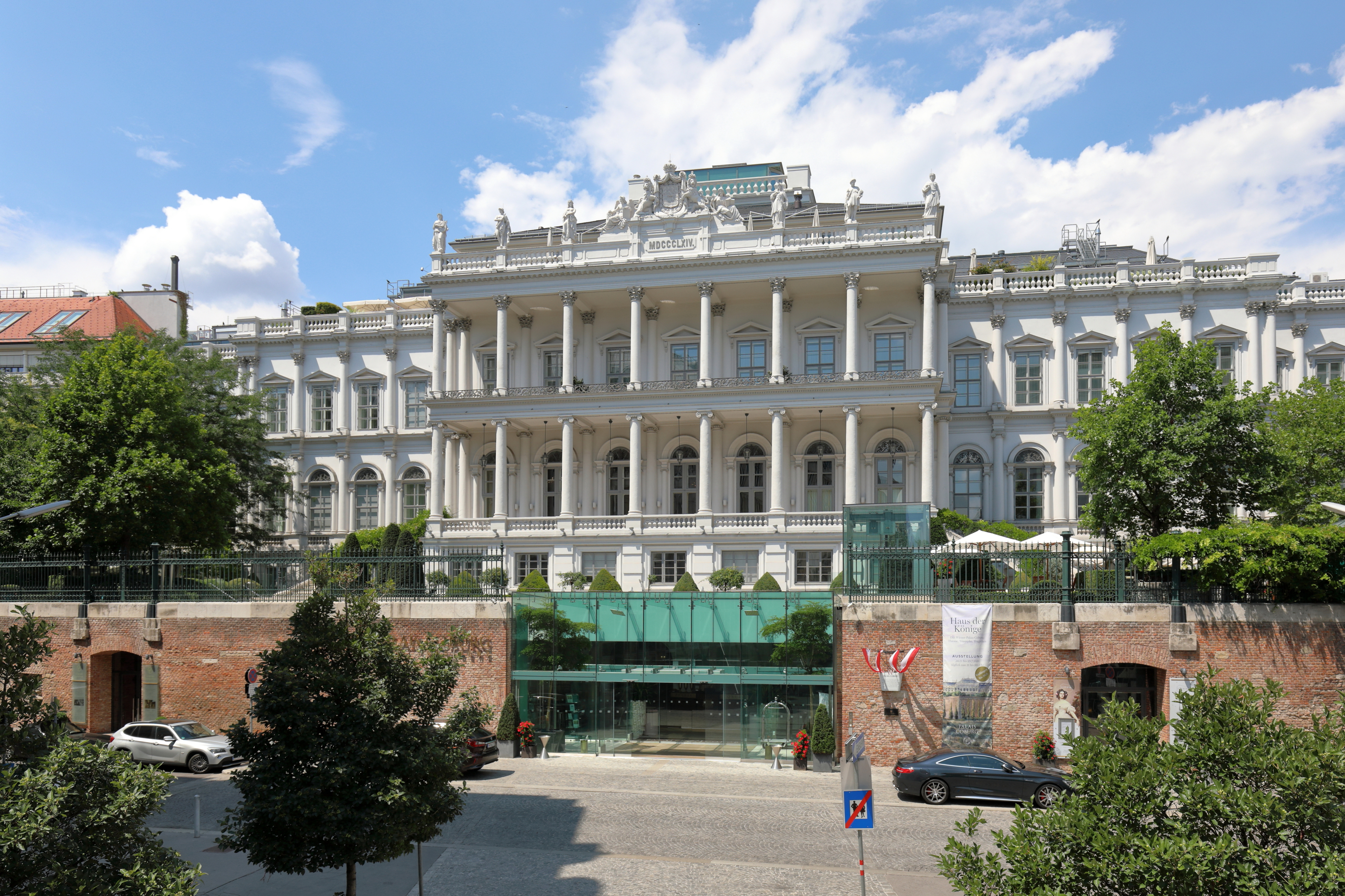
Palais Coburg in Wien

Das Palais Coburg ist ein 1845 fertiggestelltes spätklassizistisches Stadtpalais im 1. Wiener Gemeindebezirk. Es befindet sich an der Adresse Coburgbastei 4 und wurde dort auf der Braunbastei, einem Rest der im 16. und 17. Jahrhundert geschaffenen und im 19. Jahrhundert geschleiften Basteien Wiens, errichtet.

## Geschichte

### 19. Jahrhundert

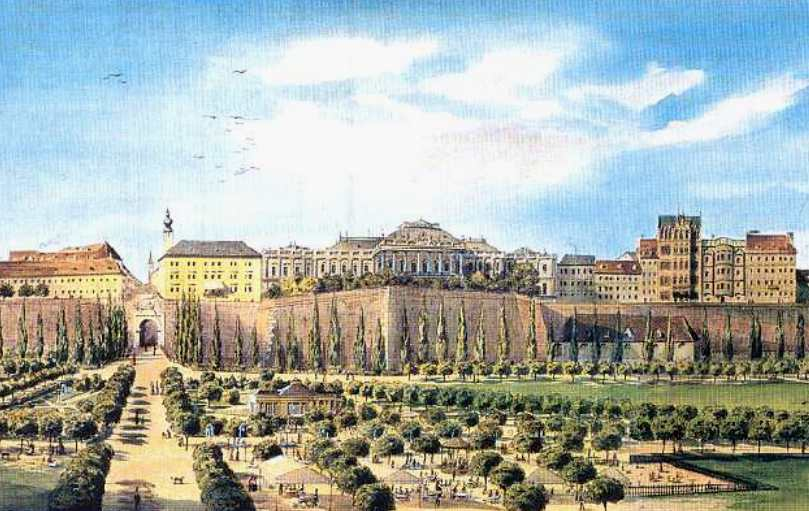
Stadtansicht mit dem Palais Coburg im 19. Jahrhundert

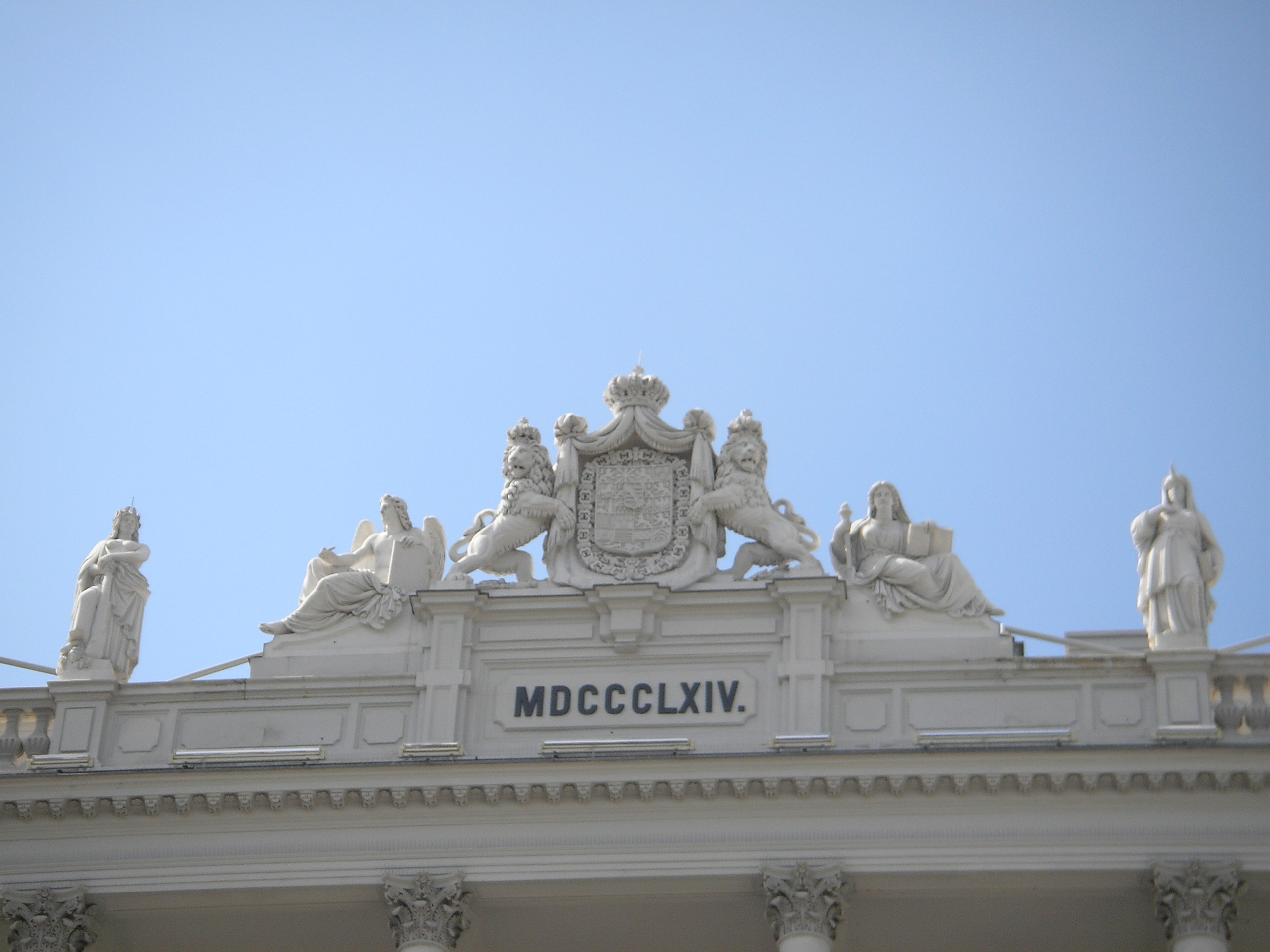
Detail des Wappens am Dach

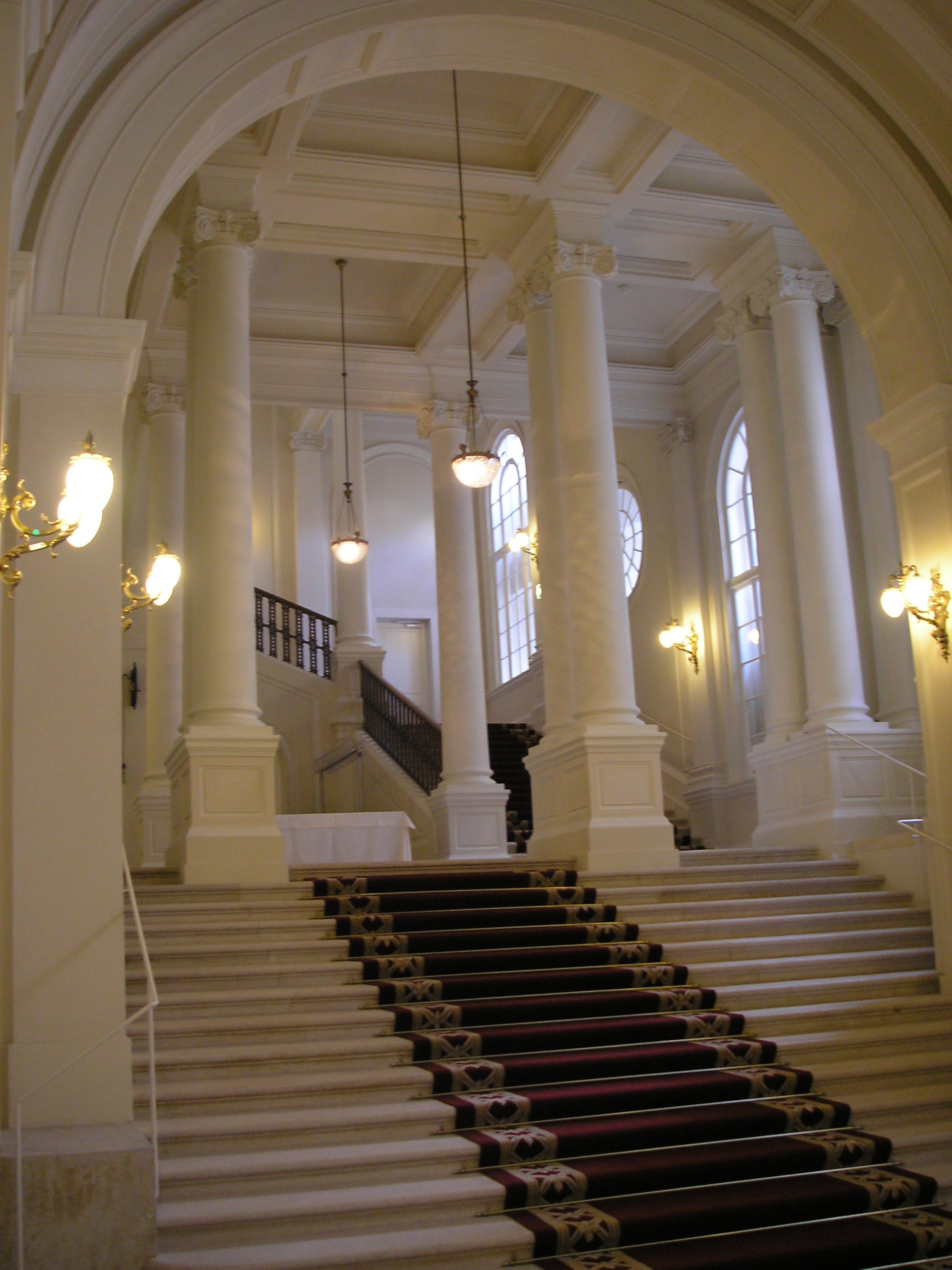
Feststiege im Palais

Der ursprüngliche Entwurf von 1839 für den Auftraggeber Ferdinand Georg August von Sachsen-Coburg-Saalfeld-Koháry stammte von dem Wiener Architekten Karl Schleps. Nach dessen Tod 1840 wurde das Palais von Baumeister Adolf Korompay in fünfjähriger Bauzeit fertiggestellt. Der Baugrund war durch die Vermählung Ferdinands mit Maria Antonie Gabriele von Koháry in den Besitz der Familie Coburg gelangt.
Die freistehenden Säulen im Mittelteil der Fassade brachten dem Gebäude im Volksmund damals den Beinamen Spargelburg ein. Für die Stufen sämtlicher Stiegenhäuser, zumal der monumentalen Prunktreppe sowie tragender Architekturteile, verwendete man weißen, sehr harten Kaiserstein aus Kaisersteinbruch.
Das Palais war nach Fertigstellung bis zum Revolutionsjahr 1848 nicht bewohnt, 1849 bezogen es August von Sachsen-Coburg und Gotha und seine Frau Clementine d’Orléans. Sie adaptierten Teile des Palais als Zinshaus und vermieteten sie. Zudem statteten sie die Prunkräume des 1. Obergeschoßes mit den Insignien des französischen Königshauses und des Hauses Sachsen-Coburg und Gotha aus. 1864 erfolgte die Fertigstellung der Figurenbekrönung auf dem Mittelrisalit.

### 20. Jahrhundert
1945 beschädigten Bombentreffer das Gebäude.
In der Zeit von 1945 bis 1955 befanden sich russische Besatzungstruppen im Palais Coburg, von 1955 bis 1997 waren die ÖBB auf 2 Etagen eingemietet. Die letzte Besitzerin aus dem Haus Sachsen-Coburg-Koháry war Sarah Aurelia, geb. Hálasz, welche es zwar bis zu ihrem Tod 1994 bewohnte, allerdings bereits 1978 an Realitätenmakler verkaufte. Nach dem Konkurs des Eigentümers gelangte es in den Besitz der Länderbank, von welcher es der Wiener Unternehmer und Vermögensverwalter Peter Pühringer 1997 erwarb.

Logo des Hotelbetriebs

### 21. Jahrhundert
Der neue Eigentümer renovierte das Palais in den Jahren 2000 bis 2003 umfassend, nachdem es sehr heruntergekommen war. Heute befinden sich im Palais Coburg neben den Firmensitzen von Pühringers Unternehmen das Luxushotel Palais Coburg Residenz und zwei Restaurants,
darunter das mit zwei Michelinsternen ausgezeichnete Silvio Nickol Gourmetrestaurant.
Verhandlungen über das Atomprogramm des Iran mit den Außenministern der UN-Vetomächte und Deutschlands fanden hier mehrmals statt. Am 14. Juli 2015 kam es nach 13 Jahre andauerndem Atomstreit mit dem Iran nach dreiwöchigen Verhandlungen im Palais Coburg zu einer Einigung mit der EU, den fünf UNO-Vetomächten sowie Deutschland.